# Guatire
Guatire, oficialmente Vale de Santa Cruz de Pacairigua e Guatire (em castelhano: Valle de Santa Cruz de Pacairigua y Guatire) (pronuncia-se AFI / ɡwatˈiɾe/) é uma cidade venezuelana, capital do municipio autônomo Zamora do Estado Miranda, dentro da parroquia Guatire.
Com uma população de 300 000 habitantes (2021). É a segunda cidade mais populasa do Miranda depois de Caracas, e a primeira do Municipio Zamora.
Localizada no este da Região Metropolitana de Caracas. Em 2016 a cidade tinha 300 000 habitantes o que a torna a cidade com populosa do Municipio Zamora (densidade de 875,06 hab/km²). A cidade abrange um total de 214 km².